# Arsène Wenger
Arsène Wenger (Estrasburgo, 22 de octubre de 1949) es un dirigente deportivo, exentrenador y exfutbolista francés anunció su retiro como director técnico el 20 de abril del 2018 y que actualmente es Director de Desarrollo de la FIFA.
En el Arsenal fue el entrenador más veterano del club y el de mayor éxito, después de haber llevado al Arsenal a ganar 17 títulos desde 1996, para hacer un total de 15 a lo largo de la historia del equipo. Expertos del fútbol dan crédito a Wenger por su contribución para la subversión del fútbol en Inglaterra a finales de 1990, a través de la introducción de cambios en el entrenamiento y la dieta de los jugadores. Aunque no posee una extensa vitrina de títulos como director técnico del Arsenal, es reconocido por seguidores y detractores como uno de los mejores visionarios de jóvenes talentos en el mundo del fútbol, así como su intachable gestión económica al frente del club de Londres, que le ha valido una estabilidad financiera y económica en medio de una liga dominada por equipos con capitales económicos mucho mayores.
Wenger nació en Estrasburgo, Francia, y fue criado en Duttlenheim. Fue introducido al fútbol por su padre, el representante del equipo local de la aldea. Después de una carrera como jugador modesto, en el que hizo varias apariciones para clubes de aficionados, Wenger obtuvo el título de entrenador en 1981. Después de un período infructuoso en el Nancy, que culminó con su despido en 1987, se unió al AS Monaco, club con el que ganó el campeonato de liga en el 1988. En 1991, Wenger guio a la victoria en Mónaco el Coupe de France, pero su incapacidad para recuperar el título de liga en las temporadas posteriores llevaron a su salida del club por consentimiento mutuo en 1994. Entrenó brevemente, en la J. League japonesa, al Nagoya Grampus Eight, donde ganó la Copa del Emperador y la Supercopa de Japón durante su estancia.
En 1996, fue nombrado director técnico del Arsenal, y dos años más tarde ganó el doblete Liga y FA Cup. Él llevó al Arsenal a apariciones en el Final de la Copa de la UEFA 1999-2000 y final de la FA Cup en 2001, y una segunda Liga y la Copa en 2002. Arsenal retuvo la Copa FA en 2003 y un año más tarde recuperó el título de Liga, convirtiéndose en el primer club en ganar la liga toda  la temporada invicto desde Preston North End, 115 años antes. El equipo más tarde eclipsaría al Nottingham Forest y su récord de 42 partidos de liga invicto sobre siete partidos de más, antes de perder en octubre de 2004. Arsenal hizo su primera aparición en una final de Champions League en 2006, aunque perdieron ante el Barcelona. En 2012, el club se clasificó para una 15.ª temporada consecutiva en la Liga de Campeones, a pesar de su peor inicio de temporada en 58 años. Durante su mandato, el Arsenal se mudó a un nuevo centro de formación y se trasladó al Emirates Stadium en agosto de 2006, después de 93 años en Highbury.
El apodo de "Le Professeur" es utilizado por los aficionados y los medios de comunicación británicos para reflejar el comportamiento estudioso de Wenger. Su acercamiento al juego hace hincapié en una mentalidad de ataque, con el objetivo de que el fútbol debe ser entretenido en el campo. Los equipos de Wenger son a menudo criticados por su falta de disciplina, sus jugadores recibieron 80 tarjetas rojas entre septiembre de 1996 y octubre de 2010, aunque el equipo ha ganado premios por deportividad (juego limpio). En Mónaco, Wenger ganó una gran reputación para detectar el talento joven, y él se ha concentrado en el desarrollo de un deporte formativo, sus clubes desarrollan jugadores jóvenes en lugar de comprar los caros y con experiencia. Ha sido criticado por seguir de cerca a sus principios, y los expertos de fútbol han cuestionado su ambición de ganar trofeos.

## Trayectoria como jugador
La carrera futbolística de Arsène Wenger no fue muy fructífera, al menos en el plano personal. Comenzó jugando al fútbol amateur como defensa o líbero para varios clubes menores franceses, mientras estudiaba al mismo tiempo en la Universidad de Estrasburgo, donde se graduó en Ciencias Económicas en 1974. Wenger dio el salto a profesional en 1978, firmando por el RC Estrasburgo, y debutando contra el AS Mónaco. Aunque el RC Estrasburgo ganó la liga francesa en 1979, Wenger no tuvo apenas protagonismo en el equipo, jugando sólo tres veces. En 1981 obtuvo el diploma de representante y fue nombrado entrenador del equipo juvenil del RC Estrasburgo.

## Trayectoria como entrenador

### Primeros años en Francia y Japón
Tras una inexitosa etapa en el AS Nancy, la carrera de Wenger despegó cuando llegó a ser el representante del AS Mónaco en 1987. Inicialmente, Wenger obtuvo grandes éxitos con el club, ganando la liga francesa en 1988 y la copa en 1991, y fichando a jugadores de gran calidad, como Glenn Hoddle y Jürgen Klinsmann. Sin embargo, fue despedido en 1994, cuando el equipo finalizó la liga en novena posición. Rechazando una temprana propuesta del Bayern Múnich tras desligarse del AS Mónaco, se marchó a la liga japonesa durante 18 meses, viviendo una exitosa etapa y conquistando con su equipo, el Nagoya Grampus, la prestigiosa Copa del Emperador y la Supercopa de Japón.

### Arsenal
En septiembre de 1996, Wenger se incorporó al Arsenal sustituyendo al despedido Bruce Rioch. Wenger era prácticamente un desconocido en Inglaterra (aunque había sido captado previamente como un potencial Director Técnico de la Asociación de Fútbol), pero tuvo un impacto inmediato y rápidamente llevó el club al éxito. Debutó el 12 de octubre de 1996 con una victoria por 0-2 ante el Blackburn Rovers y, en su primera temporada en el club, el Arsenal terminó tercero en la Premier League y perdió el tren de la Liga de Campeones por la diferencia de goles anotados y encajados.
En su segunda temporada en el cargo (1997/98), el Arsenal hizo doblete, el segundo en la historia del club, ganando la Premier League y la FA Cup. El equipo remontó una diferencia de doce puntos para ganar el título de liga cuando aún restaban dos jornadas por disputarse. Las siguientes temporadas no fueron tan exitosas, aunque jugó las finales de la Copa de la UEFA del año 2000 y de la FA Cup en el 2001. En la primera, el Arsenal fue derrotado en los penaltis por el Galatasaray; en la segunda, los Gunners cayeron a manos del Liverpool por 2-1. Sin embargo, con el tiempo, los fichajes de Fredrik Ljungberg, Thierry Henry y Robert Pirès se asentaron y el Arsenal de Arsène Wenger ganó un nuevo doblete en la temporada 2001/02.
El Arsenal retuvo el título de la FA Cup en 2003, y ganó el título de la Premier en 2004 sin perder un solo partido de liga, algo que no conseguía ningún equipo inglés desde que lo hizo el Preston North End, en la temporada 1888/89; los jugadores del Preston habían sido apodados "Los Invencibles", mientras que a los pupilos de Wenger se les llamó "Los Intocables". Un año antes, Wenger había sido ridiculizado por decir que era posible que el Arsenal no fuera derrotado en toda una temporada.
Con otro título de la FA Cup conquistado en 2005, en total, el Arsenal ha ganado tres títulos de Premier League y cuatro de FA Cup bajo las órdenes de Wenger, hecho que convierte al francés en el entrenador con más títulos en la historia del club. Sin embargo, la Champions League todavía se le resiste; el Arsenal estuvo más cerca que nunca de lograr ser campeón de Europa en la temporada 2005/06, en la que cayó en la final contra el FC Barcelona de Ronaldinho por 2-1, en el Stade de France de París. En las temporadas siguientes, los gunners se debilitan con la venta de algunos de sus mejores futbolistas (Thierry Henry, Robin van Persie, Cesc Fàbregas...) y tienen que luchar por mantenerse en los puestos de clasificación para la Liga de Campeones.
En agosto de 2010, Wenger renovó con el Arsenal hasta junio de 2014. El 22 de marzo de 2014, cumple su partido n.º 1000 al frente del Arsenal, perdiendo 6-0 contra el Chelsea. El equipo concluye la temporada en cuarto puesto por segundo año consecutivo, pero rompe su racha de 9 años sin títulos al ganar la FA Cup y Wenger renueva con el club hasta 2017.
Después de ganar la FA Cup 2016-17 y una Community Shield, Se confirma que al final de la Temporada 2017/18 no sigue en su cargo como entrenador del Arsenal después de 22 años, dirigiendo su último partido como entrenador en el Emirates Stadium el día 6 de mayo de 2018, ganando 5-0 contra el Burnley, no sin antes recibir el pasillo de honor por parte de ambos equipos y los árbitros del encuentro.

## Captación de talento y política de fichajes
Wenger ha sido reconocido por su capacidad para identificar y desarrollar jugadores con alto potencial. Durante su gestión en el Arsenal, incorporó a múltiples futbolistas jóvenes con escasa proyección mediática en el momento de su fichaje, tales como Patrick Vieira, Nicolas Anelka, Robin van Persie y Francesc Fábregas, quienes posteriormente adquirieron relevancia en el fútbol de élite. Previamente, en su etapa en el AS Mónaco, facilitó la llegada de George Weah desde África, quien en 1995 fue distinguido como FIFA World Player y recibió el Balón de Oro, compitiendo en ese momento para el AC Milan.
En términos financieros, Wenger implementó una política de adquisición y transferencia de jugadores que permitió al Arsenal mantener un balance económico relativamente estable en comparación con otros clubes de la Premier League. Aunque efectuó inversiones significativas en fichajes, su estrategia de contratación y posterior venta de futbolistas optimizó los recursos del club. Según el expresidente del Arsenal, Peter Hill-Wood, «Arsène ha gastado aproximadamente, desde que está con nosotros, de 4 a 5 millones de libras netos». Un caso ilustrativo de esta dinámica fue la compra de Nicolas Anelka al Paris Saint-Germain por 500 000 libras y su posterior venta al Real Madrid por 22,3 millones de libras dos años después.
Además de captar nuevos talentos, Wenger intervino en la recuperación deportiva de jugadores establecidos cuya trayectoria había experimentado declives. En 1996, respaldó a Tony Adams tras la admisión pública de su adicción al alcohol, facilitando su retorno a la alta competencia, donde lideró al equipo en la consecución de dos dobletes. También optimizó el rendimiento de Thierry Henry, a quien dirigió en el AS Mónaco antes de su fallida etapa en la Juventus de Turín. Bajo su dirección en el Arsenal, Henry alcanzó el estatus de capitán del equipo y máximo goleador histórico del club.
En términos estructurales, Wenger reformuló los métodos de entrenamiento y alimentación del plantel, eliminando prácticas perjudiciales para el rendimiento. Asimismo, participó activamente en el diseño del Emirates Stadium y la nueva ciudad deportiva en London Colney, contribuyendo a la modernización de la infraestructura del club.
La afición del Arsenal ha respaldado en diversas ocasiones su gestión, lo que se reflejó en expresiones como Arsène knows, visibles en pancartas en el antiguo estadio de Highbury. Durante la temporada de despedida de Highbury, se celebró el Día de Wenger el 22 de octubre de 2005, coincidiendo con su 56.º aniversario, en un partido contra el Manchester City.
Finalmente, el entonces vicepresidente del club, David Dein, valoró su impacto en la institución afirmando que Wenger había transformado el Arsenal y contribuido significativamente al desarrollo futbolístico de sus jugadores.

## Controversias y conflictos
La gestión disciplinaria de Wenger ha sido objeto de críticas, particularmente por la cantidad de tarjetas rojas recibidas por sus equipos entre 1996 y 2003, que ascendieron a 52 expulsiones. No obstante, en las temporadas 2003-04 y 2004-05, el Arsenal fue galardonado con el Premio al Juego Limpio de la Premier League.
En la cuarta ronda de la FA Cup 1998-99, Wenger ofreció repetir el partido contra el Sheffield United luego de que Marc Overmars anotara un gol tras una jugada polémica en la que Nwankwo Kanu, en su debut con el Arsenal, no devolvió el balón al rival después de que este lo enviara fuera del campo para permitir la asistencia médica a un jugador lesionado. La repetición del encuentro finalizó con una victoria del Arsenal por 2-1.
Wenger mantuvo una rivalidad con el entrenador del Manchester United, Alex Ferguson, con un punto álgido en el incidente conocido como Pizzagate, ocurrido en Old Trafford en octubre de 2004. Tras la derrota del Arsenal por 2-0, se reportó que miembros de su equipo arrojaron comida en el túnel de vestuarios. Aunque Wenger negó haber presenciado los hechos, fue sancionado con una multa de 15 000 libras por declaraciones posteriores en las que calificó a Ruud van Nistelrooy de «tramposo» en una entrevista.
Durante octubre y noviembre de 2005, Wenger protagonizó una confrontación mediática con José Mourinho, entonces entrenador del Chelsea FC. Mourinho acusó a Wenger de estar obsesionado con el Chelsea y lo calificó de «voyeur». Wenger respondió que solo se limitaba a contestar preguntas de la prensa y consideró el comentario como «irrespetuoso». Aunque inicialmente Wenger sugirió la posibilidad de presentar una queja formal ante la FIFA, no se llevó a cabo ninguna acción. Posteriormente, Mourinho expresó su arrepentimiento por sus declaraciones y Wenger aceptó la disculpa.
Wenger ha sido criticado por la escasa presencia de jugadores ingleses en sus alineaciones. Alan Pardew, exentrenador del West Ham, declaró que el desempeño del Arsenal en la Liga de Campeones 2005-06 "no representaba un éxito para el fútbol británico". De manera similar, Gordon Taylor, presidente del PFA, afirmó que, aunque el Arsenal era un club inglés, su éxito no lo era. Wenger sostuvo que la nacionalidad no era un criterio relevante en la selección de jugadores, sino sus cualidades deportivas. En defensa de Wenger, Trevor Brooking, Director de Desarrollo Futbolístico de la FA, argumentó que la discusión debía centrarse en la formación de futbolistas ingleses en lugar de en las decisiones del Arsenal.
En abril de 2006, Wenger protagonizó otro incidente en un partido de liga contra el Tottenham Hotspur. Dos jugadores del Arsenal quedaron tendidos en el campo tras un choque, pero el árbitro permitió continuar la jugada, lo que resultó en un gol del Tottenham. Wenger sostuvo que el balón debía haber sido enviado fuera del campo, mientras que Martin Jol, entrenador del Tottenham, argumentó que era responsabilidad del árbitro interrumpir el juego. Wenger se negó a estrechar la mano de Jol tras el partido y lo acusó de falta de honestidad.
En otro episodio, Lassana Diarra declaró que su paso por el Arsenal no le dejó ninguna experiencia positiva y que no recibió apoyo de Wenger, a diferencia de otros jugadores.

## Clubes

### Como jugador
| Club               | País    | Año       |
| ------------------ | ------- | --------- |
| FC Mulhouse        | Francia | 1973-1975 |
| ASPV Strasbourg    | Francia | 1975-1978 |
| Racing Estrasburgo | Francia | 1978-1981 |

### Como entrenador
| Equipo               | Div.                | Temporada           | Liga  | Liga | Liga | Liga | Liga |       | Copa | Copa | Copa | Copa  |     | Internacional | Internacional | Internacional | Internacional | Internacional |   | Otros | Otros | Otros | Otros |     | Totales     | Totales | Totales | Totales | Totales | Totales | Totales | Totales |
| Equipo               | Div.                | Temporada           | Part. | G    | E    | P    | Pos. | Part. | G    | E    | P    | Part. | G   | E             | P             | Pos.          | Part.         | G             | E | P     | Part. | G     | E     | P   | Rendimiento | GF      | GC      | Dif.    |         |         |         |         |
| -------------------- | ------------------- | ------------------- | ----- | ---- | ---- | ---- | ---- | ----- | ---- | ---- | ---- | ----- | --- | ------------- | ------------- | ------------- | ------------- | ------------- | - | ----- | ----- | ----- | ----- | --- | ----------- | ------- | ------- | ------- | ------- | ------- | ------- | ------- |
| Nancy Francia        | 1.ª                 | 1984-85             | 38    | 12   | 10   | 16   | 11.º | 5     | 4    | 0    | 1    | -     | -   | -             | -             | -             | -             | -             | - | -     | 43    | 16    | 10    | 17  | 44.96%      | 60      | 59      | +1      |         |         |         |         |
| Nancy Francia        | 1.ª                 | 1985-86             | 38    | 13   | 7    | 18   | 18.º | 1     | 0    | 0    | 1    | -     | -   | -             | -             | -             | 2             | 1             | 0 | 1     | 41    | 14    | 7     | 20  | 39.84%      | 49      | 55      | -6      |         |         |         |         |
| Nancy Francia        | 1.ª                 | 1986-87             | 38    | 8    | 13   | 17   | 19.º | 1     | 0    | 0    | 1    | -     | -   | -             | -             | -             | -             | -             | - | -     | 39    | 8     | 13    | 18  | 31.62%      | 28      | 42      | -14     |         |         |         |         |
| Nancy Francia        | Total               | Total               | 114   | 33   | 30   | 51   | -    | 7     | 4    | 0    | 3    | -     | -   | -             | -             | -             | 2             | 1             | 0 | 1     | 123   | 38    | 30    | 55  | 39.02%      | 137     | 156     | -19     |         |         |         |         |
| AS Mónaco Francia    | 1.ª                 | 1987-88             | 38    | 20   | 12   | 6    | 1.º  | 3     | 1    | 1    | 1    | -     | -   | -             | -             | -             | -             | -             | - | -     | 41    | 21    | 13    | 7   | 61.79%      | 56      | 33      | +23     |         |         |         |         |
| AS Mónaco Francia    | 1.ª                 | 1988-89             | 38    | 18   | 14   | 6    | 3.º  | 10    | 4    | 5    | 1    | 6     | 2   | 1             | 3             | 1/4           | -             | -             | - | -     | 54    | 24    | 20    | 10  | 56.79%      | 91      | 54      | +37     |         |         |         |         |
| AS Mónaco Francia    | 1.ª                 | 1989-90             | 38    | 15   | 16   | 7    | 3.º  | 1     | 0    | 0    | 1    | 8     | 1   | 6             | 1             | 1/2           | -             | -             | - | -     | 47    | 16    | 22    | 9   | 49.64%      | 47      | 33      | +14     |         |         |         |         |
| AS Mónaco Francia    | 1.ª                 | 1990-91             | 38    | 20   | 11   | 7    | 2.º  | 6     | 6    | 0    | 0    | 6     | 3   | 1             | 2             | 1/8           | -             | -             | - | -     | 50    | 29    | 12    | 9   | 66%         | 75      | 40      | +35     |         |         |         |         |
| AS Mónaco Francia    | 1.ª                 | 1991-92             | 38    | 22   | 8    | 8    | 2.º  | 5     | 3    | 2    | 0    | 9     | 5   | 3             | 1             | 2.º           | -             | -             | - | -     | 52    | 30    | 13    | 9   | 66.02%      | 84      | 44      | +40     |         |         |         |         |
| AS Mónaco Francia    | 1.ª                 | 1992-93             | 38    | 21   | 9    | 8    | 3.º  | 3     | 1    | 1    | 1    | 4     | 1   | 2             | 1             | 1/8           | -             | -             | - | -     | 45    | 23    | 12    | 10  | 60%         | 63      | 33      | +30     |         |         |         |         |
| AS Mónaco Francia    | 1.ª                 | 1993-94             | 38    | 14   | 13   | 11   | 9.º  | 3     | 2    | 1    | 0    | 11    | 5   | 2             | 4             | 1/2           | -             | -             | - | -     | 52    | 21    | 16    | 15  | 50.64%      | 70      | 46      | +24     |         |         |         |         |
| AS Mónaco Francia    | 1.ª                 | 1994-95             | 9     | 2    | 2    | 5    | Inc. | -     | -    | -    | -    | -     | -   | -             | -             | -             | -             | -             | - | -     | 9     | 2     | 2     | 5   | 29.63%      | 4       | 8       | -4      |         |         |         |         |
| AS Mónaco Francia    | Total               | Total               | 275   | 132  | 85   | 58   | -    | 31    | 17   | 10   | 4    | 44    | 17  | 15            | 12            | -             | -             | -             | - | -     | 350   | 166   | 110   | 74  | 57.91%      | 490     | 291     | +199    |         |         |         |         |
| Nagoya Grampus Japón | 1.ª                 | 1995                | 52    | 32   | 0    | 20   | 3.º  | 5     | 5    | 0    | 0    | -     | -   | -             | -             | -             | -             | -             | - | -     | 57    | 37    | 0     | 20  | 64.91%      | 139     | 107     | +32     |         |         |         |         |
| Nagoya Grampus Japón | 1.ª                 | 1996                | 21    | 15   | 0    | 6    | Inc. | 14    | 2    | 4    | 8    | -     | -   | -             | -             | -             | 1             | 1             | 0 | 0     | 36    | 18    | 4     | 14  | 53.7%       | 69      | 56      | +13     |         |         |         |         |
| Nagoya Grampus Japón | Total               | Total               | 73    | 47   | 0    | 26   | -    | 19    | 7    | 4    | 8    | -     | -   | -             | -             | -             | 1             | 1             | 0 | 0     | 93    | 55    | 4     | 34  | 60.57%      | 208     | 163     | +45     |         |         |         |         |
| Arsenal Inglaterra   | 1.ª                 | 1996-97             | 30    | 14   | 9    | 7    | 3.º  | 6     | 2    | 2    | 2    | -     | -   | -             | -             | -             | -             | -             | - | -     | 36    | 16    | 11    | 9   | 54.63%      | 56      | 33      | +23     |         |         |         |         |
| Arsenal Inglaterra   | 1.ª                 | 1997-98             | 38    | 23   | 9    | 6    | 1.º  | 14    | 8    | 5    | 1    | 2     | 0   | 1             | 1             | 1/32          | -             | -             | - | -     | 54    | 31    | 15    | 8   | 66.67%      | 89      | 46      | +43     |         |         |         |         |
| Arsenal Inglaterra   | 1.ª                 | 1998-99             | 38    | 22   | 12   | 4    | 2.º  | 9     | 6    | 1    | 2    | 6     | 2   | 2             | 2             | FG            | 1             | 1             | 0 | 0     | 54    | 31    | 15    | 8   | 66.67%      | 84      | 38      | +46     |         |         |         |         |
| Arsenal Inglaterra   | 1.ª                 | 1999-00             | 38    | 22   | 7    | 9    | 2.º  | 5     | 2    | 3    | 0    | 15    | 8   | 4             | 3             | 2.º           | 1             | 1             | 0 | 0     | 59    | 33    | 14    | 12  | 63.84%      | 112     | 66      | +46     |         |         |         |         |
| Arsenal Inglaterra   | 1.ª                 | 2000-01             | 38    | 20   | 10   | 8    | 2.º  | 7     | 5    | 0    | 2    | 14    | 7   | 3             | 4             | 1/4           | -             | -             | - | -     | 59    | 32    | 13    | 14  | 61.58%      | 99      | 62      | +37     |         |         |         |         |
| Arsenal Inglaterra   | 1.ª                 | 2001-02             | 38    | 26   | 9    | 3    | 1.º  | 10    | 8    | 1    | 1    | 12    | 5   | 1             | 6             | FG            | -             | -             | - | -     | 60    | 39    | 11    | 10  | 71.11%      | 119     | 62      | +57     |         |         |         |         |
| Arsenal Inglaterra   | 1.ª                 | 2002-03             | 38    | 23   | 9    | 6    | 2.º  | 8     | 6    | 1    | 1    | 12    | 4   | 5             | 3             | FG            | 1             | 1             | 0 | 0     | 59    | 34    | 15    | 10  | 66.1%       | 119     | 58      | +61     |         |         |         |         |
| Arsenal Inglaterra   | 1.ª                 | 2003-04             | 38    | 26   | 12   | 0    | 1.º  | 10    | 6    | 1    | 3    | 10    | 5   | 2             | 3             | 1/4           | 1             | 0             | 1 | 0     | 59    | 37    | 16    | 6   | 71.75%      | 114     | 48      | +66     |         |         |         |         |
| Arsenal Inglaterra   | 1.ª                 | 2004-05             | 38    | 25   | 8    | 5    | 2.º  | 10    | 6    | 3    | 1    | 8     | 3   | 4             | 1             | 1/8           | 1             | 1             | 0 | 0     | 57    | 35    | 15    | 7   | 70.17%      | 117     | 51      | +66     |         |         |         |         |
| Arsenal Inglaterra   | 1.ª                 | 2005-06             | 38    | 20   | 7    | 11   | 4.º  | 7     | 4    | 1    | 2    | 13    | 8   | 4             | 1             | 2.º           | 1             | 0             | 0 | 1     | 59    | 32    | 12    | 15  | 61.02%      | 96      | 43      | +53     |         |         |         |         |
| Arsenal Inglaterra   | 1.ª                 | 2006-07             | 38    | 19   | 11   | 8    | 4.º  | 11    | 6    | 3    | 2    | 10    | 5   | 3             | 2             | 1/8           | -             | -             | - | -     | 59    | 30    | 17    | 12  | 60.45%      | 98      | 53      | +45     |         |         |         |         |
| Arsenal Inglaterra   | 1.ª                 | 2007-08             | 38    | 24   | 11   | 3    | 3.º  | 8     | 5    | 1    | 2    | 12    | 7   | 3             | 2             | 1/4           | -             | -             | - | -     | 58    | 36    | 15    | 7   | 70.69%      | 113     | 52      | +61     |         |         |         |         |
| Arsenal Inglaterra   | 1.ª                 | 2008-09             | 38    | 20   | 12   | 6    | 4.º  | 9     | 6    | 1    | 2    | 14    | 7   | 3             | 4             | 1/2           | -             | -             | - | -     | 61    | 33    | 16    | 12  | 62.84%      | 113     | 54      | +59     |         |         |         |         |
| Arsenal Inglaterra   | 1.ª                 | 2009-10             | 38    | 23   | 6    | 9    | 3.º  | 5     | 3    | 0    | 2    | 12    | 7   | 2             | 3             | 1/4           | -             | -             | - | -     | 55    | 33    | 8     | 14  | 64.85%      | 116     | 63      | +53     |         |         |         |         |
| Arsenal Inglaterra   | 1.ª                 | 2010-11             | 38    | 19   | 11   | 8    | 4.º  | 12    | 7    | 2    | 3    | 8     | 5   | 0             | 3             | 1/8           | -             | -             | - | -     | 58    | 31    | 13    | 14  | 60.92%      | 119     | 64      | +55     |         |         |         |         |
| Arsenal Inglaterra   | 1.ª                 | 2011-12             | 38    | 21   | 7    | 10   | 3.º  | 6     | 4    | 0    | 2    | 10    | 6   | 2             | 2             | 1/8           | -             | -             | - | -     | 54    | 31    | 9     | 14  | 62.97%      | 96      | 67      | +29     |         |         |         |         |
| Arsenal Inglaterra   | 1.ª                 | 2012-13             | 38    | 21   | 10   | 7    | 4.º  | 7     | 4    | 2    | 1    | 8     | 4   | 1             | 3             | 1/8           | -             | -             | - | -     | 53    | 29    | 13    | 11  | 62.9%       | 105     | 60      | +45     |         |         |         |         |
| Arsenal Inglaterra   | 1.ª                 | 2013-14             | 38    | 24   | 7    | 7    | 4.º  | 8     | 5    | 2    | 1    | 10    | 6   | 1             | 3             | 1/8           | -             | -             | - | -     | 56    | 35    | 10    | 11  | 68.45%      | 99      | 57      | +42     |         |         |         |         |
| Arsenal Inglaterra   | 1.ª                 | 2014-15             | 38    | 22   | 9    | 7    | 3.º  | 7     | 6    | 0    | 1    | 10    | 6   | 2             | 2             | 1/8           | 1             | 1             | 0 | 0     | 56    | 35    | 11    | 10  | 69.05%      | 109     | 53      | +56     |         |         |         |         |
| Arsenal Inglaterra   | 1.ª                 | 2015-16             | 38    | 20   | 11   | 7    | 2.º  | 7     | 5    | 1    | 1    | 8     | 3   | 0             | 5             | 1/8           | 1             | 1             | 0 | 0     | 54    | 29    | 12    | 13  | 61.11%      | 91      | 59      | +32     |         |         |         |         |
| Arsenal Inglaterra   | 1.ª                 | 2016-17             | 38    | 23   | 6    | 9    | 5.º  | 9     | 8    | 0    | 1    | 8     | 4   | 2             | 2             | 1/8           | -             | -             | - | -     | 55    | 35    | 8     | 12  | 68.49%      | 121     | 65      | +56     |         |         |         |         |
| Arsenal Inglaterra   | 1.ª                 | 2017-18             | 38    | 19   | 6    | 13   | 6.º  | 7     | 4    | 1    | 2    | 14    | 8   | 3             | 3             | 1/2           | 1             | 0             | 1 | 0     | 60    | 31    | 11    | 18  | 57.78%      | 113     | 73      | +40     |         |         |         |         |
| Arsenal Inglaterra   | Total               | Total               | 828   | 476  | 199  | 153  | -    | 182   | 115  | 31   | 36   | 216   | 110 | 48            | 58            | -             | 9             | 6             | 2 | 1     | 1235  | 707   | 280   | 248 | 64.81%      | 2298    | 1227    | +1071   |         |         |         |         |
| Total en su carrera  | Total en su carrera | Total en su carrera | 1290  | 688  | 314  | 288  | -    | 239   | 143  | 45   | 51   | 260   | 127 | 63            | 70            | -             | 12            | 8             | 2 | 2     | 1801  | 966   | 424   | 411 | 61.49%      | 3133    | 1837    | +1296   |         |         |         |         |
| 1. 2. 3.             |                     |                     |       |      |      |      |      |       |      |      |      |       |     |               |               |               |               |               |   |       |       |       |       |     |             |         |         |         |         |         |         |         |

#### Resumen por competiciones
| Competición                  | Partidos | Ganados | Empatados | Perdidos | %      | Resultado      |
| ---------------------------- | -------- | ------- | --------- | -------- | ------ | -------------- |
| Ligue 1                      | 391      | 166     | 115       | 110      | 52.26% | Campeón        |
| Copa de Francia              | 38       | 21      | 10        | 7        | 64.03% | Campeón        |
| J. League                    | 73       | 47      | 0         | 26       | 64.38% | Campeón        |
| Copa del Emperador           | 5        | 5       | 0         | 0        | 100%   | Campeón        |
| Copa J. League               | 14       | 2       | 4         | 8        | 23.81% | Fase de grupos |
| Supercopa de Japón           | 1        | 1       | 0         | 0        | 100%   | Campeón        |
| Premier League               | 828      | 476     | 199       | 153      | 65.5%  | Campeón        |
| FA Cup                       | 109      | 73      | 22        | 14       | 73.7%  | Campeón        |
| Copa de la Liga Inglesa      | 73       | 42      | 9         | 22       | 61.64% | Subcampeón     |
| Community Shield             | 9        | 6       | 2         | 1        | 74.08% | Campeón        |
| Liga de Campeones de la UEFA | 208      | 103     | 45        | 60       | 56.73% | Subcampeón     |
| Liga Europa de la UEFA       | 31       | 17      | 7         | 7        | 62.37% | Subcampeón     |
| Recopa de Europa de la UEFA  | 21       | 7       | 11        | 3        | 50.79% | Subcampeón     |
| Total                        | 1801     | 966     | 424       | 411      | 61.49% | 21 Títulos     |

## Palmarés como entrenador

### Campeonatos nacionales
| Título             | Club           | País       | Año     |
| ------------------ | -------------- | ---------- | ------- |
| Ligue 1            | Mónaco         | Francia    | 1987-88 |
| Copa de Francia    | Mónaco         | Francia    | 1991    |
| Copa del Emperador | Nagoya Grampus | Japón      | 1995    |
| Supercopa de Japón | Nagoya Grampus | Japón      | 1996    |
| Premier League     | Arsenal        | Inglaterra | 1997-98 |
| FA Cup             | Arsenal        | Inglaterra | 1997-98 |
| Community Shield   | Arsenal        | Inglaterra | 1998    |
| Community Shield   | Arsenal        | Inglaterra | 1999    |
| Premier League     | Arsenal        | Inglaterra | 2001-02 |
| FA Cup             | Arsenal        | Inglaterra | 2001-02 |
| Community Shield   | Arsenal        | Inglaterra | 2002    |
| FA Cup             | Arsenal        | Inglaterra | 2002-03 |
| Premier League     | Arsenal        | Inglaterra | 2003-04 |
| Community Shield   | Arsenal        | Inglaterra | 2004    |
| FA Cup             | Arsenal        | Inglaterra | 2004-05 |
| FA Cup             | Arsenal        | Inglaterra | 2013-14 |
| Community Shield   | Arsenal        | Inglaterra | 2014    |
| FA Cup             | Arsenal        | Inglaterra | 2014-15 |
| Community Shield   | Arsenal        | Inglaterra | 2015    |
| FA Cup             | Arsenal        | Inglaterra | 2016-17 |
| Community Shield   | Arsenal        | Inglaterra | 2017    |

### Distinciones individuales
| Distinción                                        | Año                    |
| ------------------------------------------------- | ---------------------- |
| Entrenador del Año de la J. League                | 1995                   |
| Premio World Soccer al mejor entrenador del mundo | 1998                   |
| Entrenador del Año de la Premier League           | 1998, 2002, 2004       |
| Premio Once de Oro – Mejor entrenador de Europa:  | 2000, 2002, 2003, 2004 |
| Entrenador del año de la LMA                      | 2002, 2004             |
| English Football Hall of Fame                     | 2006                   |
| Entrenador francés del año                        | 2008                   |
| Mejor entrenador de la década según la IFFHS      | 2010                   |

#### Clasificaciones de los mejores entrenadores de todos los tiempos
| Premio          | Posición | Top 10 | Año  | Referencias   |
| --------------- | -------- | ------ | ---- | ------------- |
| France Football | 32°      | No     | 2019 | [ 16 ] [ 17 ] |
| World Soccer    | 36°      | No     | 2013 | [ 18 ] [ 19 ] |

### Condecoraciones
| Distinción                                | Año  |
| ----------------------------------------- | ---- |
| Caballero de la Legión de Honor           | 2002 |
| Oficial de la Orden del Imperio Británico | 2003 |